# Jannat al-Mu'alla
La Jannat al-Muʿallā (in arabo جنة المعلاة‎?), ossia "Il giardino al-Muʿallā"), noto anche come al-Hajūn, è stato un celebre cimitero di Mecca, nell'attuale Arabia Saudita, a una qualche distanza a SE dal Masjid al-Haram (La Sacra Moschea).
È il luogo in cui furono inumati tra gli altri la prima moglie del profeta islamico Maometto, Khadīja, il nonno di Maometto ʿAbd al-Muṭṭalib, e numerosi altri suoi antenati.

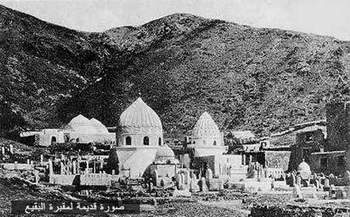
Il Jannat Muʿallā prima del 1925, nell'ultima parte della presenza ottomana.

## Storia
Numerosi parenti di Maometto vi furono inumati, prima dell'Egira e del trasferimento di quasi tutti loro a Yathrib dal settembre del 622 in poi. Col tempo vi furono edificati monumenti funebri ma l'opera demolitrice dei Sauditi portò alla loro totale distruzione, motivata dalla volontà che le tombe non diventassero luogo di venerazione, in grado di sfumare la venerazione che si deve al solo Allah.

## Personalità inumate
- ʿAbd Manāf ibn Quṣayy: Bis-bisnonno del profeta Maometto
- Hāshim: bisnonno di Maometto
- ʿAbd al-Muṭṭalib: nonno paterno di Maometto
- Khadīja: prima moglie di Maometto e madre di quasi tutti i suoi figli
- Abū Ṭurāb al-Zāhirī: esponente religioso del XX secolo
- Muḥammad ʿAlawī al-Mālikī: esponente religioso del XX secolo

## Demolizione
Le tombe del cimitero furono totalmente demolite nel 1925, l'anno stesso in cui analoga sorte fu riservata al Jannat al-Baqīʿ per disposizione di ʿAbd al-ʿAzīz Āl Saʿūd, malgrado le forti rimostranze della comunità islamica internazionale, soprattutto di quella sciita, che ha definito yawm al-ghām, "Giorno del lutto", quell'avvenimento.